# Circolo Canottieri Ortigia (canottaggio)
Il Circolo Canottieri Ortigia è la società storica di canottaggio della città di Siracusa e venne fondata nel 1928. Famosa per i colori bianco-verdi, in Sicilia è conosciuta tra le migliori società della voga di punta.

## Storia
Il circolo venne fondato da Alberto Scarselli assieme a Pippo D'Aquino, Ciccio Abela e Silvio Guido e cominciò ad occuparsi di canottaggio fino ad organizzare, nel 1951, il campionato italiano di jole da mare. Successivamente, a causa della mancata sostituzione delle imbarcazioni, l'attività remiera passò in secondo piano e si andò sviluppando il settore nuoto e pallanuoto.
Nel luglio del 1987 avvenne una scissione societaria e fu costituita la A.S.D. Canottieri Ortigia sezione canottaggio che riprese l'antica tradizione remiera interrotta alla fine degli anni cinquanta.

## Presidenti

### Canottieri Ortigia
- Alberto Scarselli 1928-1930
- Francesco Abela 1930-1939
- (gestioni commissariali) 1940-1946
- Bartolomeo Cannizzo 1947-1951
- Giuseppe Gallo 1951-1955
- Concetto Lo Bello 1955-1976
- Raffaello Caracciolo 1976-1979
- Alfredo Risita 1979-1981
- Enzo Genovese 1981-1986
- Aldo Vancheri 1986-1987

### Canottieri Ortigia settore Canottaggio
1. Giosuè Di Natale 1987-1995
2. Giuseppe Mancuso 1995-2002
3. Luigi Salvoldi 2002-2006
4. Ermenegildo Chessari 2006-oggi

## Squadra

### Atleti
1. Marco Ferreri 1986
2. Sergio Chessari 1986
3. Marco Oddo 1989
4. Marco Conti 1993
5. Nicola Binetti 1995
6. Cosimo Vitagliano 1996
7. Mattia Aliffi 1995
8. Elena De Benedictis 1996
9. Alberto De Benedictis 1998
10. Leonardo Rubera 1998
11. Salvatore Contento 1998
12. Giuseppe Cipriani 1998

## Archivi

### Titoli Stagione 2012
Campionato Siciliano Di Indoor Rowing
1. Elena De Benedictis cat. ragazzi F

Campionato Siciliano Tipo Olimpico
Specialità 2-
1. Andrea Sardone-Sergio Chessari cat. senior M
2. Nicola Binetti-Cosimo Vitagliano cat. junior M
3. Elena De Benedictis-Marta Vojvodic cat. ragazzi F

### Titoli Stagione 2013
Campionato Siciliano 
Specialità 1X
1. Elena De Benedictis cat. junior F

Specialità 2-
1. Nicola Binetti-Cosimo Vitagliano cat. junior M

Specialità 4-
1. Nicola Binetti-Cosimo Vitagliano-Sergio Chessari-Marco Ferreri cat. senior M
2. GIuseppe Cipriani-Salvatore Contento-Leonardo Rubera-Alberto De Benedictis cat. ragazzi M

### Stagione 2014
Meeting Nazionale 
Specialità 4-
3° classificati: Nicola Binetti-Cosimo Vitagliano-Marco Ferreri-Sergio Chessari cat. senior M